# 隣語大方
『隣語大方』（りんごたいほう）は18世紀から19世紀にかけて日本と朝鮮で使用された日本語・朝鮮語の教科書である。その発刊年次は不明で同一書名の異本がいくつか存在する。

## 京都大学蔵苗代川寫本、『隣語大方・講話』
四巻二冊で第一冊は26張、第二冊は28張ある。大正6年新村出博士が鹿児島県日置郡下伊集院村苗代川（現在の日置市東市来町美山）の朝鮮人帰化人の子孫から購入せしめられた。「安政6年末神無月写之朴平覚」なる識語がある。各張7行の朝鮮文に片仮名漢字交じりの日本語文を註のように小さく右に書く。『講和隣語大方抜粋』なる写本一冊が別にある。文字通りの『隣語大方』の抜粋であり、その抜粋(合計110項目)の基準はないようである。

## 朝鮮刊本、『隣語大方』
十巻五冊で縦33.2cm 横20.8cmの袋綴本。
- 第一冊　第一巻(35張) 第二巻(12張)
- 第二冊　第三巻(30張) 第四巻(27張)
- 第三冊　第五巻(22張) 第六巻(20張)
- 第四冊　第七巻(17張) 第八巻(20張)
- 第五冊　第九巻(24張) 第十巻(29張)

毎紙複線の匡郭があり、紙により多少異なるが平均約縦23.6cm、横16cmである。その中を界線で7行に分けている。表紙は朝鮮刊本に普通の黄褐色の染紙。左上に「隣語大方一(以下「二」「三」「四」)と直接墨書してある。書体から見て複数人によって書かれている。平仮名字体『重刊改修捷解新語』に付けられた「伊呂波真字草字並録」に見られるものを基調。

## 外務省蔵板明治15年本、『隣語大方』
九巻三冊で、天部　33張、地部　26張、人部　36張。本書各巻表紙の題簽には「外務省蔵板訂正隣語大方天(地・人)」とあり、表紙裏には、中央に「隣語大方」右に「外務省蔵版」左に「明治十五年六月印行」上に右横書で「大日本帝国紀二千五百四十二年」とある。各冊第一張目の始めには「対馬州　浦瀬裕校正増補周防州宝迫繁勝印刷」と記されてある。

## 東京大学文学部言語学研究室蔵『隣語』
その他に東京大学文学部言語学研究室蔵『隣語』という写本がある。中村庄次郎氏が小倉進平博士に昭和7年8月に寄贈されたもの。内題に「隣語大方」とある。
明治初年、対馬厳原に設立されて朝鮮語学所での教科書は『交隣須知』『隣語大方』を各自筆写したもので、これもそのひとつであろう。黒墨5張。漢字諺文交じりの朝鮮文10行。

## 日本語の資料として
『隣語大方』に用いられる日本語は「歴史的仮名遣い｣から「発音的仮名遣い」へ移行する過渡期であり、同一の語をあらわすのに表記のゆれが見られる。
- 御座らいで(五7)　御座らゐで(二6ウ)　御坐らひで(一21)
- 存知ますまい(八13ウ)　過まするまゐ(七5)　忘ますまひ(三8)
- 於(二11)　於て(五6)　置て(六2ウ)　おいて(一28ウ)　おゐて(五5ウ)　おひて(十15)
- 御代官中え(十28)　都ゑ(五22)　爰元へ(四6ウ)